# Leichtathletik-Weltmeisterschaften 2017/Kugelstoßen der Männer

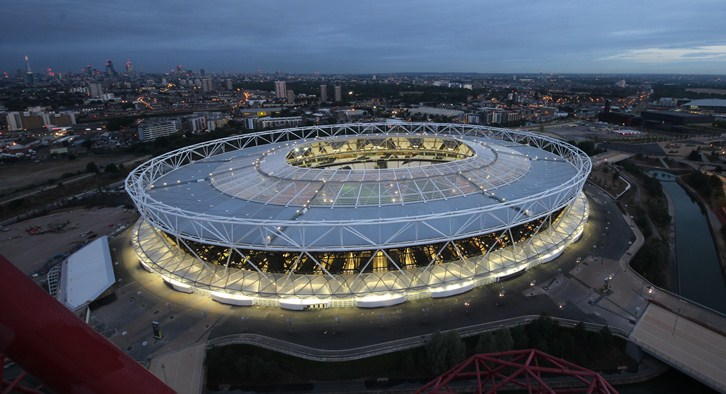
Das Olympiastadion London während der Weltmeisterschaften

Das Kugelstoßen der Männer wurde bei den Leichtathletik-Weltmeisterschaften 2017 wurde am 5. und 6. August 2017 im Olympiastadion der britischen Hauptstadt London ausgetragen.
Weltmeister wurde der neuseeländische Olympiadritte von 2016 Tomas Walsh. Den zweiten Rang belegte der US-amerikanische Titelverteidiger und Olympiazweite von 2016 Joe Kovacs. Bronze ging an den Kroaten Stipe Žunić.

## Bestehende Rekorde
| Weltrekord           | Randy Barnes   | 23,12 m | Westwood, USA      | 20. Mai 1990    |
| Meisterschaftsrekord | Werner Günthör | 22,23 m | WM in Rom, Italien | 29. August 1987 |

Der bestehende WM-Rekord wurde bei diesen Weltmeisterschaften nicht eingestellt und nicht verbessert.

## Legende
Kurze Übersicht zur Bedeutung der Symbolik – so üblicherweise auch in sonstigen Veröffentlichungen verwendet:
| – | verzichtet |
| x | ungültig   |

## Qualifikation
5. August 2017, 10:00 Uhr Ortszeit (11:00 Uhr MESZ)
Die Athleten traten zu einer Qualifikationsrunde in zwei Gruppen an. Die Qualifikationsweite für den direkten Finaleinzug betrug 20,75 m. Da nur neun Sportler diese Weite übertrafen – hellblau unterlegt, wurde das Feld mit den nachfolgend besten Werfern beider Gruppen auf insgesamt zwölf Kugelstoßer aufgefüllt – hellgrün unterlegt. So mussten schließlich 20,55 m gestoßen werden, um im Finale dabei zu sein.

### Gruppe A
| Platz | Athlet            | Land                        | 1. Versuch | 2. Versuch | 3. Versuch | Weite (m) |
| ----- | ----------------- | --------------------------- | ---------- | ---------- | ---------- | --------- |
| 1     | Tomas Walsh       | Neuseeland                  | 22,14      | –          | –          | 22,14 SB  |
| 2     | Michał Haratyk    | Polen                       | 21,27      | –          | –          | 21,27     |
| 3     | Darrell Hill      | USA                         | x          | x          | 21,11      | 21,11     |
| 4     | Joe Kovacs        | USA                         | 20,62      | 20,67      | x          | 20,67     |
| 5     | Andrei Gag        | Rumänien                    | 20,31      | x          | 20,61      | 20,61 SB  |
| 6     | Jakub Szyszkowski | Polen                       | 19,13      | 19,50      | 20,54      | 20,54     |
| 7     | Filip Mihaljević  | Kroatien                    | x          | x          | 20,33      | 20,33     |
| 8     | Tim Nedow         | Kanada                      | 19,66      | 20,09      | 20,03      | 20,09     |
| 9     | Tsanko Arnaudov   | Portugal                    | 19,83      | 20,02      | 20,08      | 20,08     |
| 10    | Ladislav Prášil   | Tschechien                  | 20,04      | 19,76      | 19,92      | 20,04     |
| 11    | O’Dayne Richards  | Jamaika                     | x          | 19,84      | 19,95      | 19,95     |
| 12    | Mesud Pezer       | Bosnien und Herzegowina     | x          | 19,51      | 19,88      | 19,88     |
| 13    | Carlos Tobalina   | Spanien                     | 19,38      | 19,87      | x          | 19,87     |
| 14    | Orazio Cremona    | Südafrika                   | 19,81      | 19,61      | 19,35      | 19,81     |
| 15    | Franck Elemba     | Republik Kongo              | 19,18      | 19,74      | 19,40      | 19,74     |
| 16    | Alexander Lesnoi  | Authorised Neutral Athletes | x          | 19,67      | x          | 19,67     |

In Qualifikationsgruppe A ausgeschiedene Kugelstoßer:

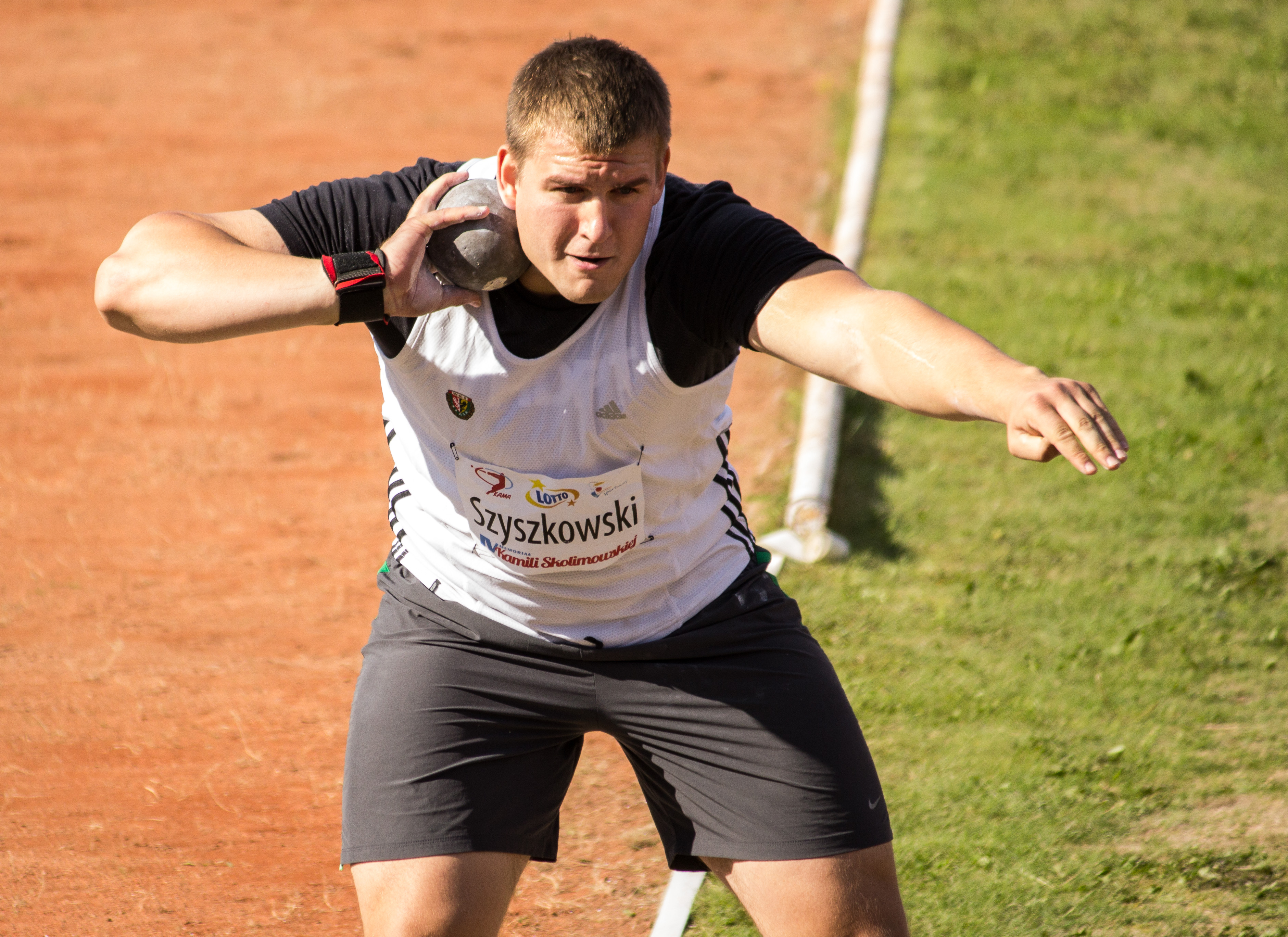
Jakub Szyszkowski Rang sechs mit 20,54 m
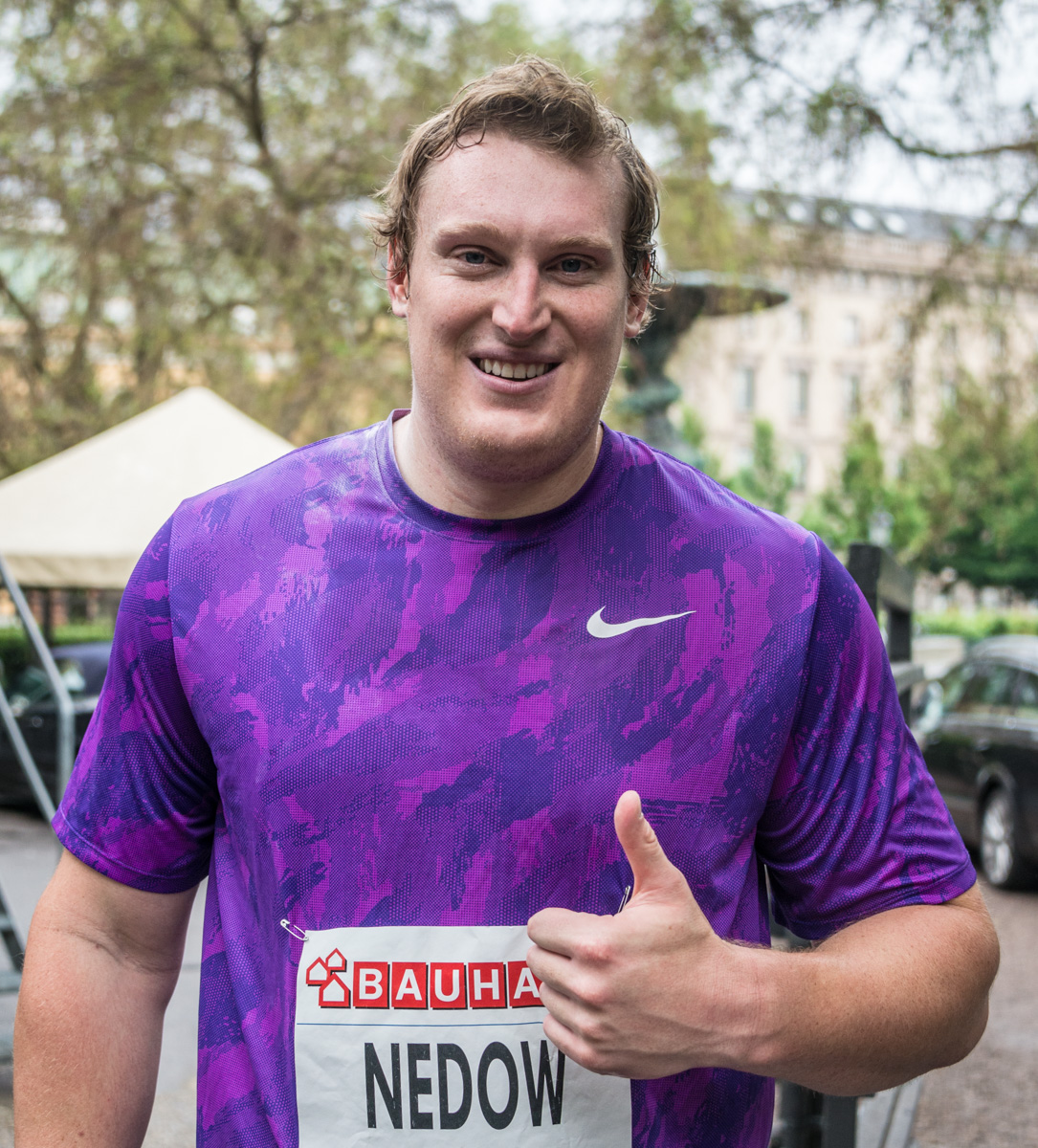
Tim Nedow Rang acht mit 20,09 m
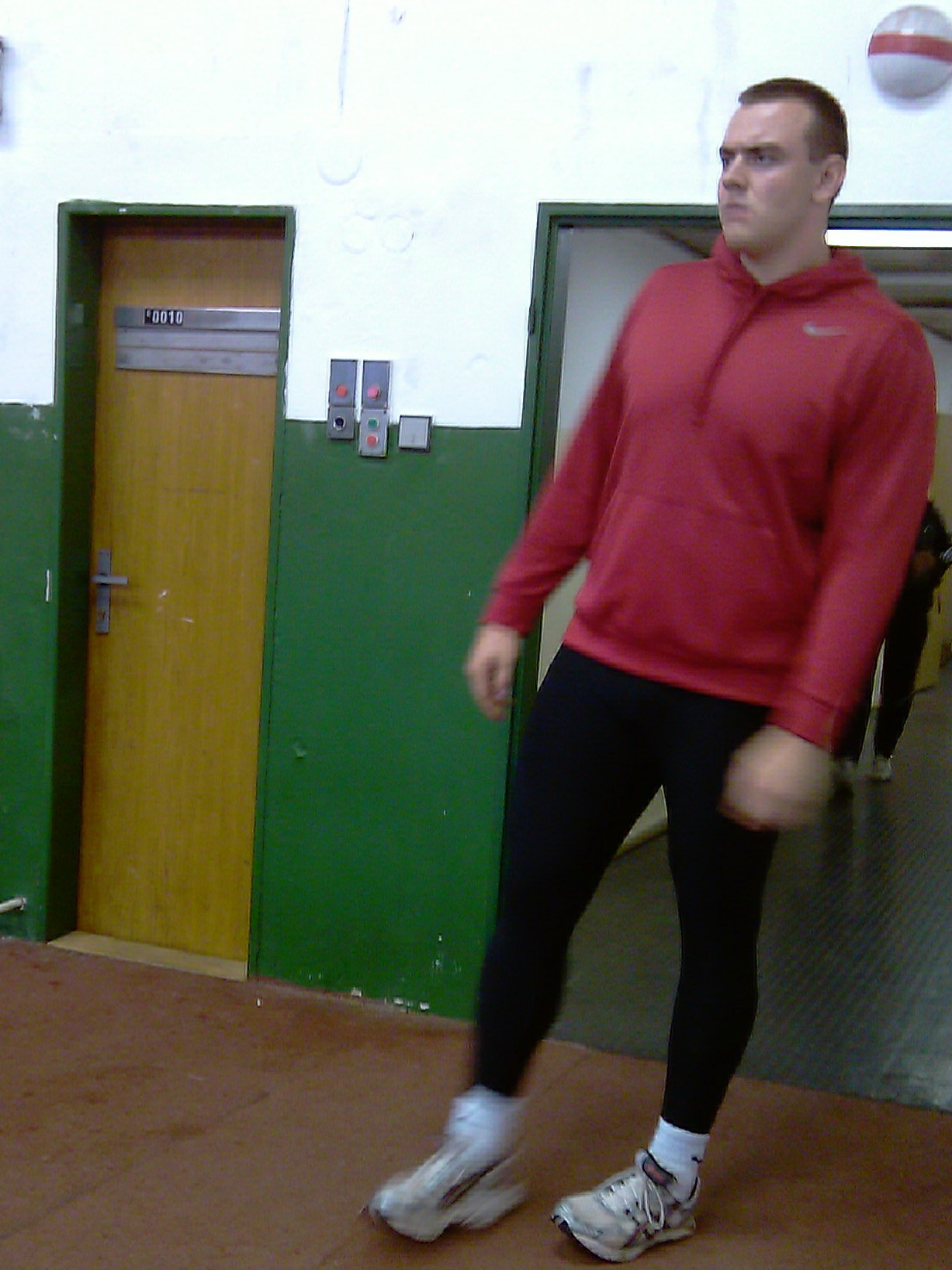
Ladislav Prášil Rang zehn mit 20,04 m
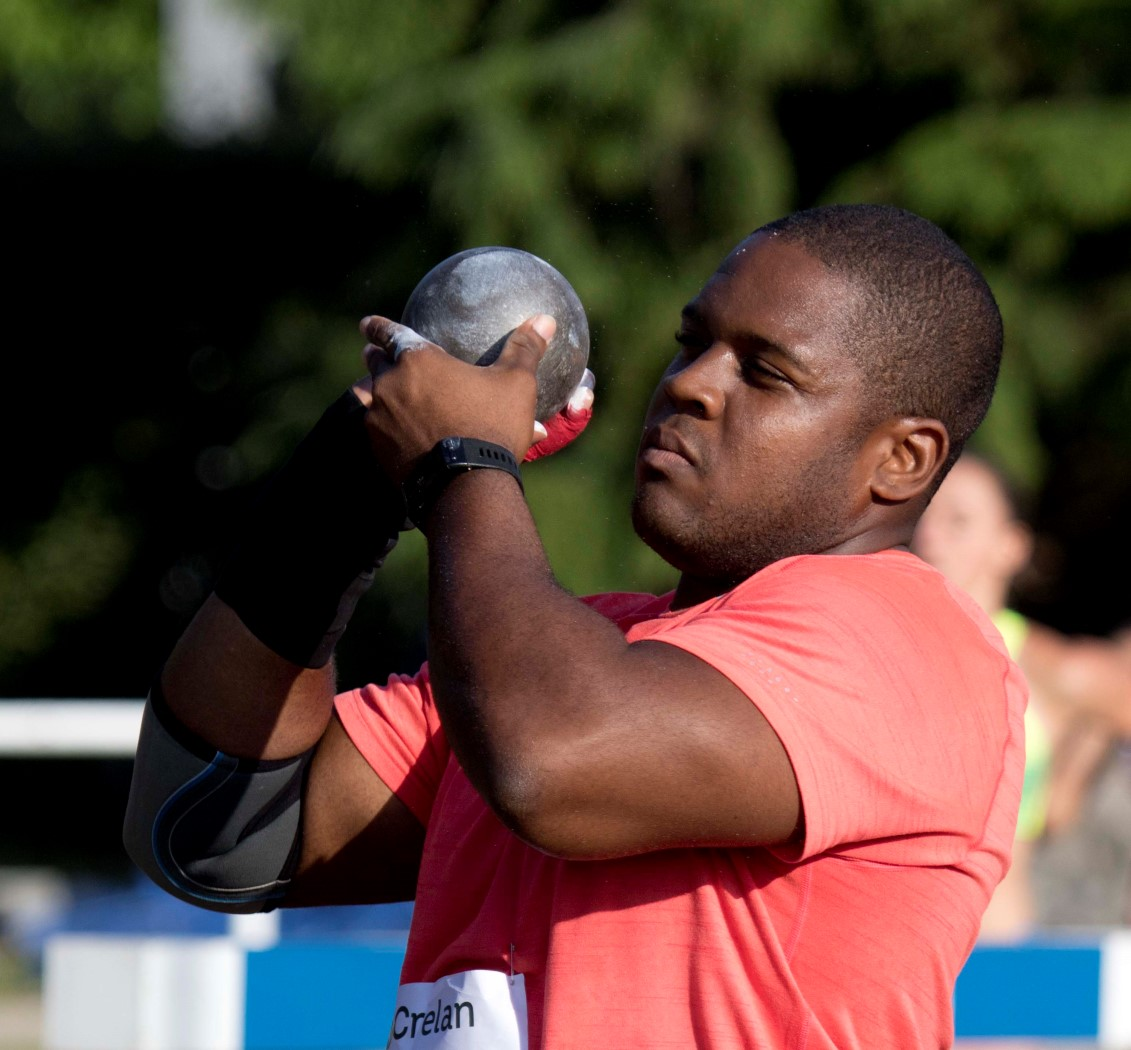
O’Dayne Richards Rang elf mit 19,95 m
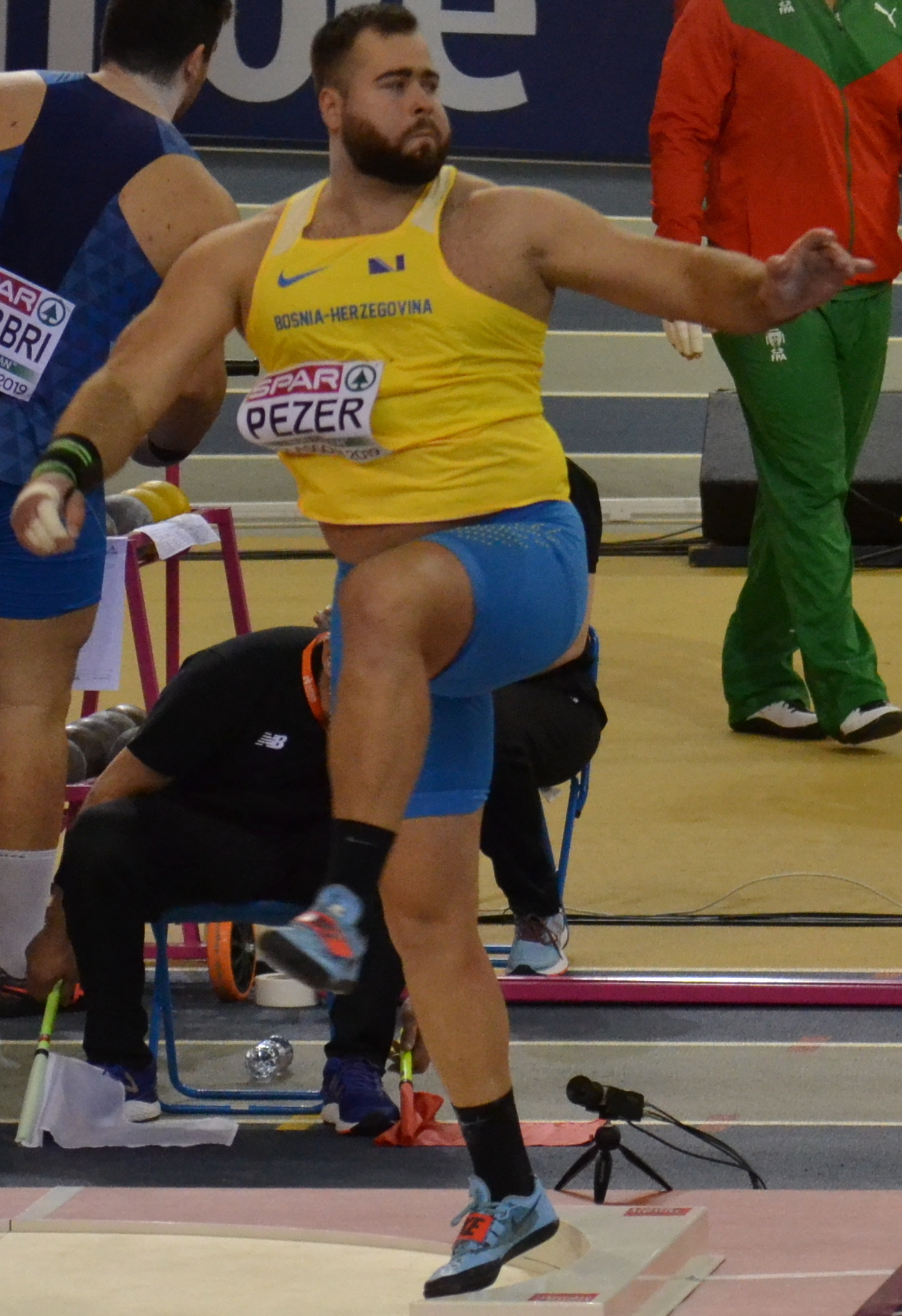
Mesud Pezer Rang zwölf mit 19,88 m
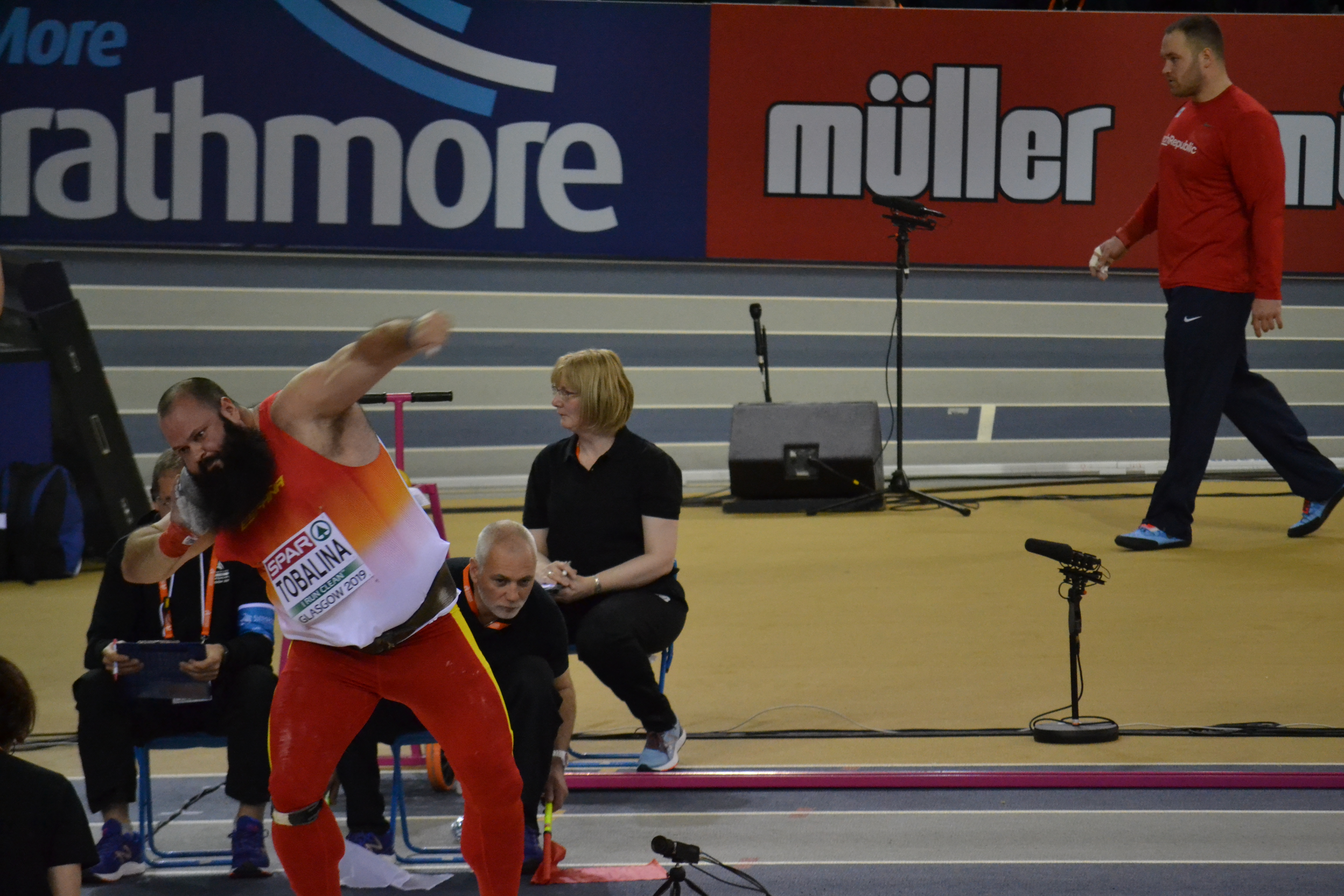
Carlos Tobalina Rang dreizehn mit 19,87 m
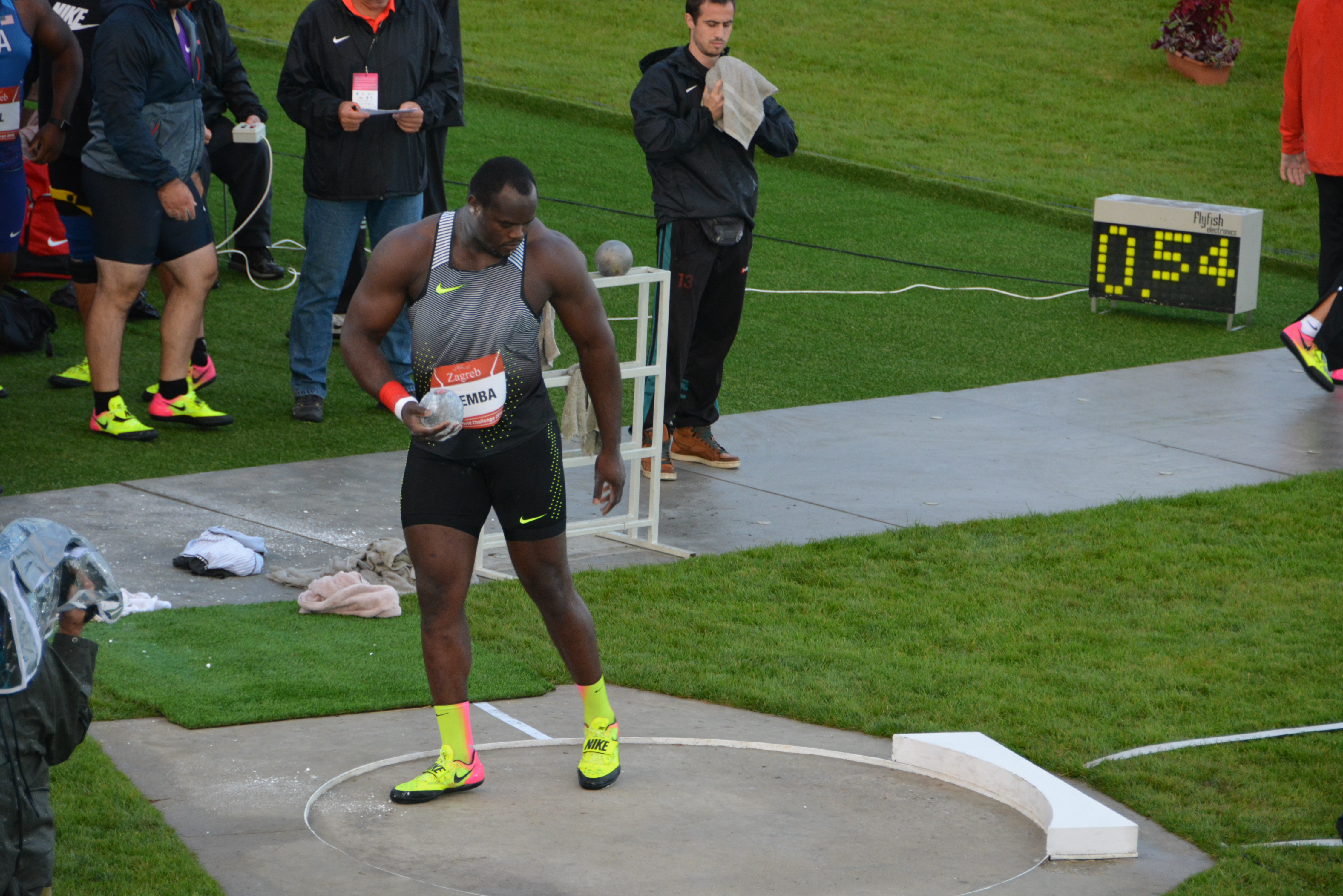
Franck Elemba Rang fünfzehn mit 19,74 m
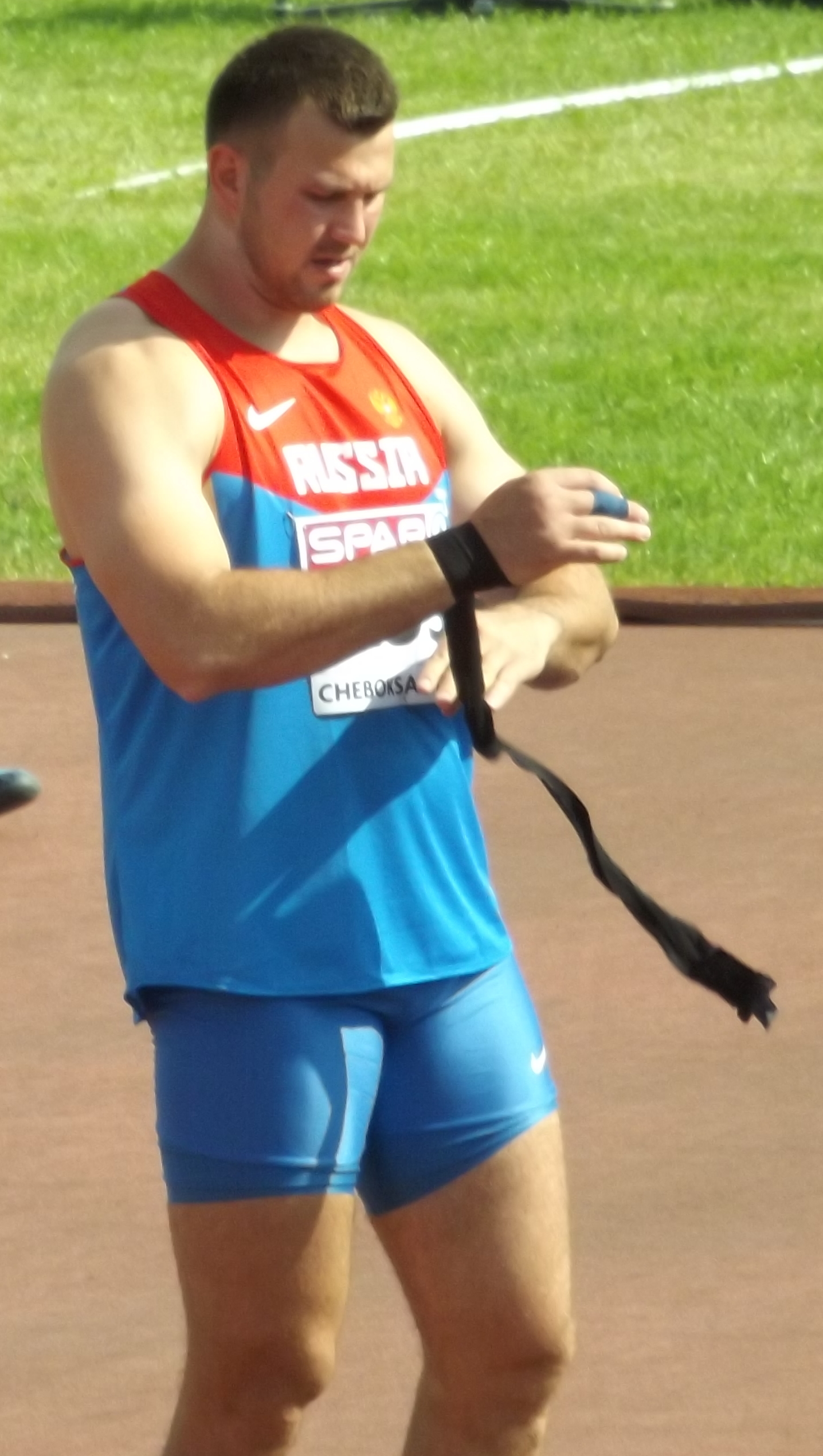
Alexander Lesnoi Rang sechzehn mit 19,67 m

### Gruppe B
| Platz | Athlet                | Land                    | 1. Versuch | 2. Versuch | 3. Versuch | Weite (m) |
| ----- | --------------------- | ----------------------- | ---------- | ---------- | ---------- | --------- |
| 1     | David Storl           | Deutschland             | 21,41      | –          | –          | 21,41     |
| 2     | Jacko Gill            | Neuseeland              | 20,96      | –          | –          | 20,96     |
| 3     | Ryan Crouser          | USA                     | 20,90      | –          | –          | 20,90     |
| 4     | Stipe Žunić           | Kroatien                | 20,86      | –          | –          | 20,86     |
| 5     | Ryan Whiting          | USA                     | 20,84      | –          | –          | 20,84     |
| 6     | Tomáš Staněk          | Tschechien              | 20,76      | –          | –          | 20,76     |
| 7     | Konrad Bukowiecki     | Polen                   | x          | 20,11      | 20,55      | 20,55     |
| 8     | Darlan Romani         | Brasilien               | x          | 20,21      | 19,91      | 20,21     |
| 9     | Damien Birkinhead     | Australien              | 19,90      | 19,79      | 19,50      | 19,90     |
| 10    | Chukwuebuka Enekwechi | Nigeria                 | 19,27      | 19,70      | 19,72      | 19,72     |
| 11    | Jaco Engelbrecht      | Südafrika               | 18,62      | 19,59      | 19,56      | 19,59     |
| 12    | Aljaksej Nitschypar   | Belarus                 | 19,39      | 19,54      | 19,41      | 19,54     |
| 13    | Francisco Belo        | Portugal                | 18,28      | 19,47      | x          | 19,47     |
| 14    | Mostafa Amr Hassan    | Ägypten                 | 19,23      | x          | 19,15      | 19,23     |
| 15    | Bob Bertemes          | Luxemburg               | x          | 18,93      | 19,10      | 19,10     |
| 16    | Hamza Alić            | Bosnien und Herzegowina | x          | 18,95      | x          | 18,95     |

In Qualifikationsgruppe B ausgeschiedene Kugelstoßer:

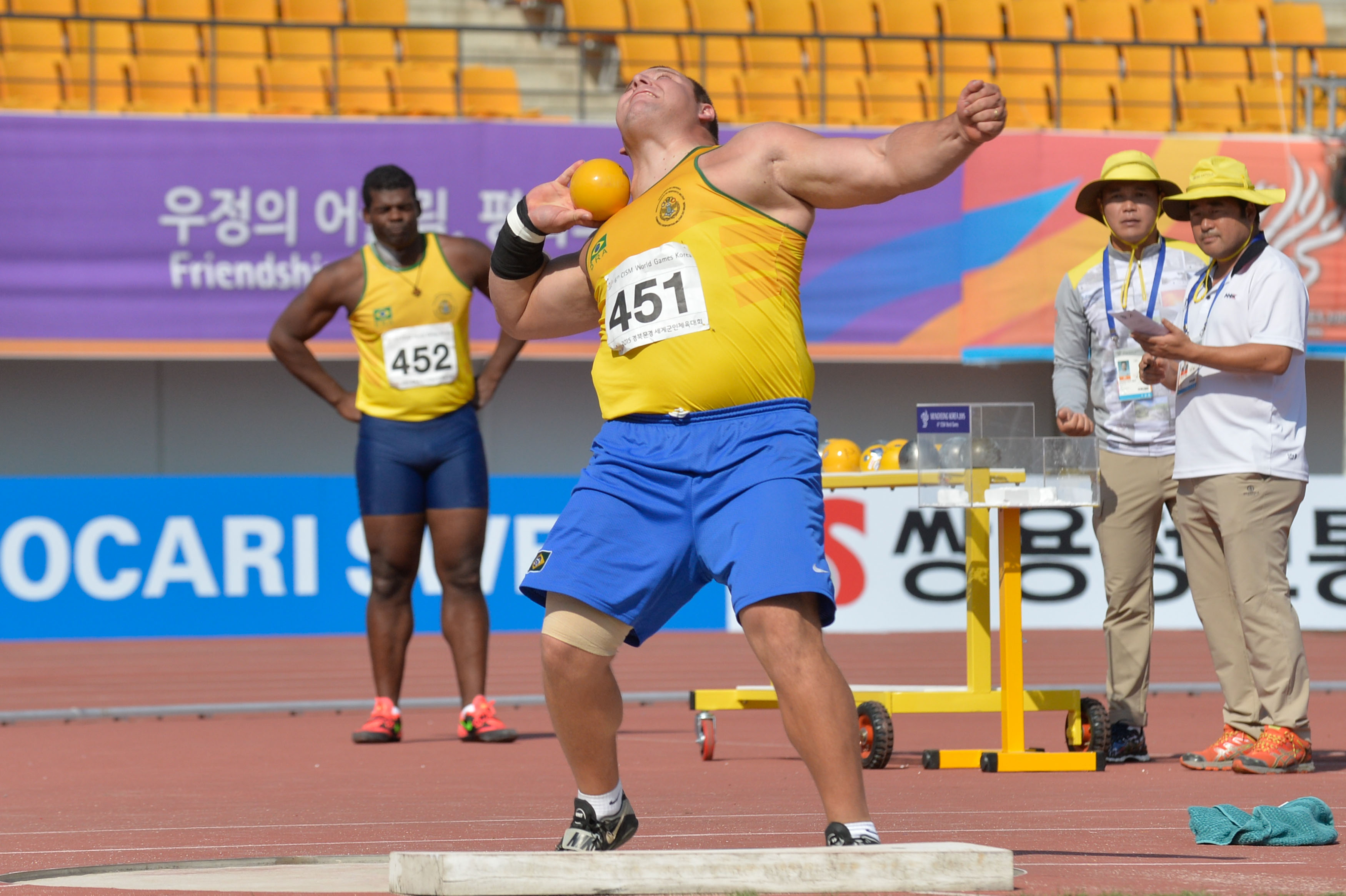
Darlan Romani Rang acht mit 20,21 m
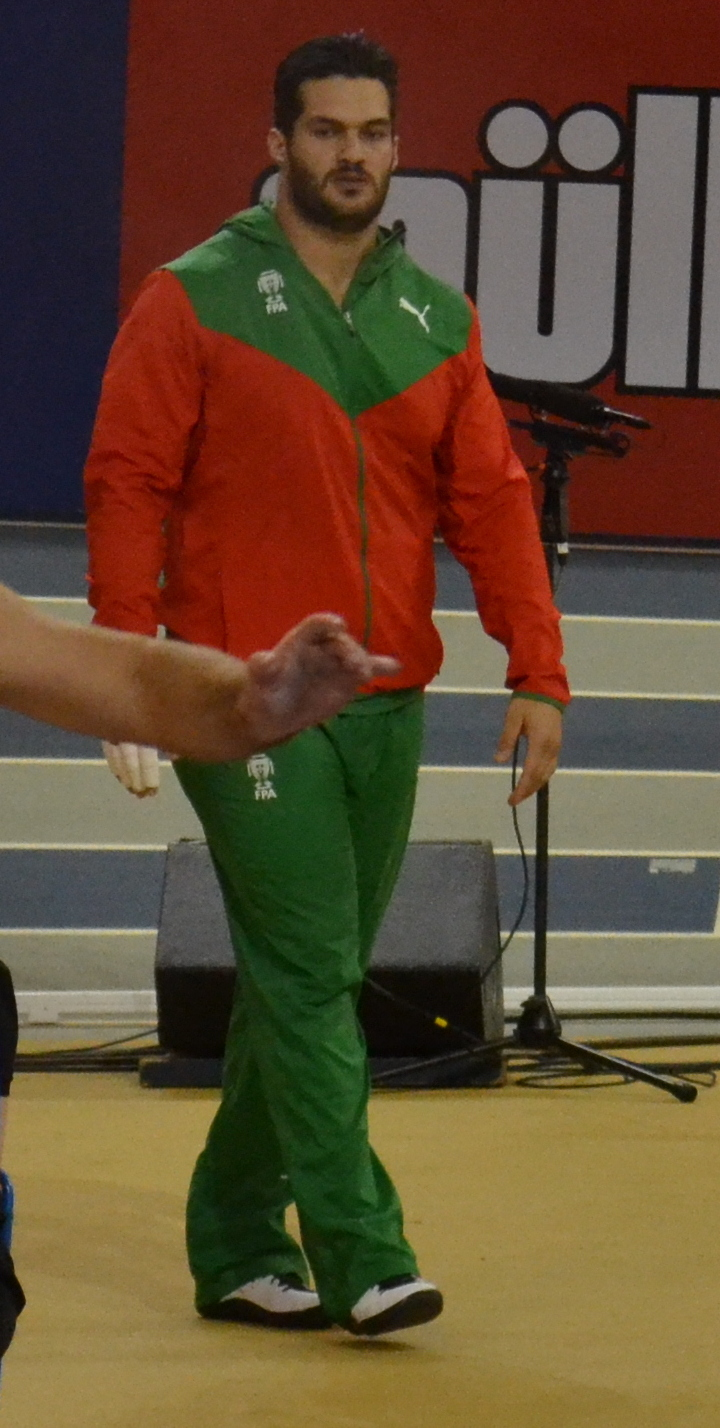
Francisco Belo Rang dreizehn mit 19,47 m
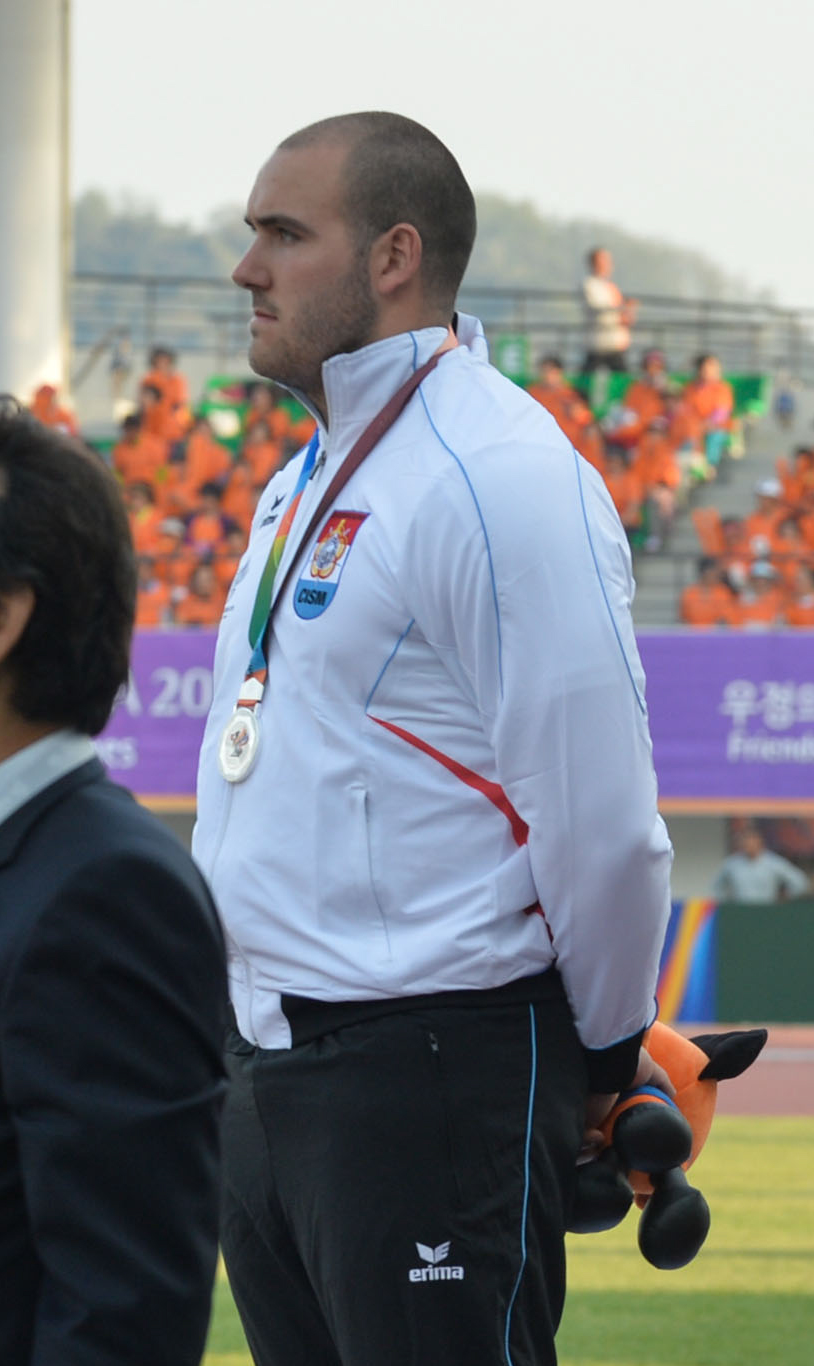
Bob Bertemes Rang fünfzehn mit 19,10 m
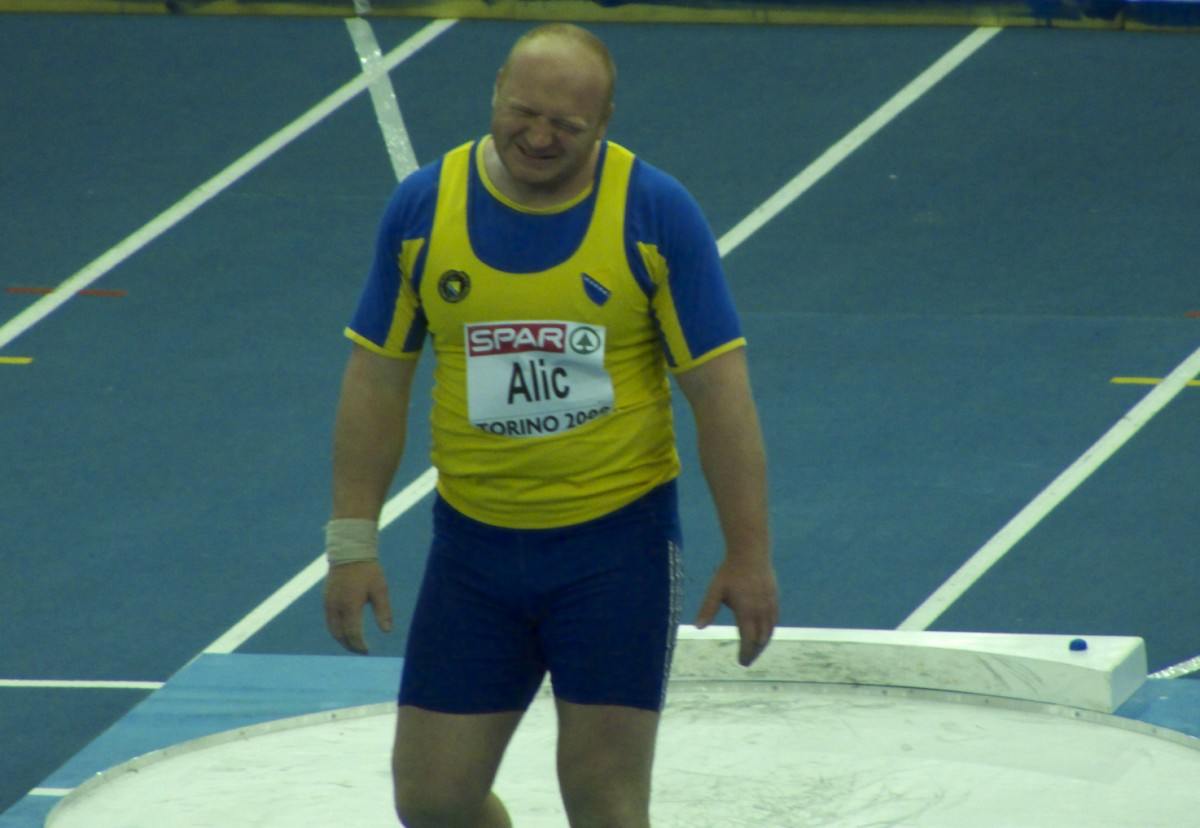
Hamza Alić Rang sechzehn mit 18,95 m

## Finale

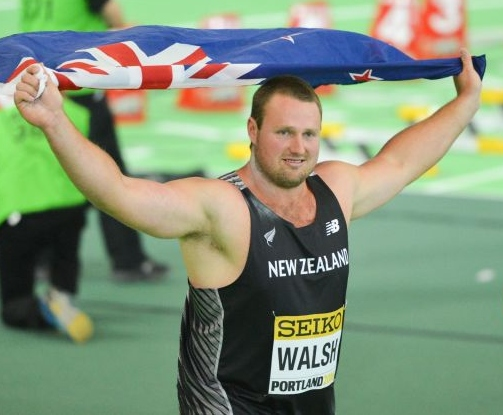
Weltmeister Tomas Walsh

6. August 2017, 20:35 Uhr Ortszeit (21:35 Uhr MESZ)
Als Favoriten traten in erster Linie die beiden US-Amerikaner Ryan Crouser und Joe Kovacs an. Crouser hatte bei den Olympischen Spielen 2016 mit einer Weite von deutlich weiter als 22 Meter klar gewonnen. Kovacs war Olympiazweiter geworden und hatte 2015 den Weltmeistertitel errungen. Ihr stärkster Konkurrent war der Neuseeländer Tomas Walsh als Olympiadritter von 2016 und WM-Vierter von 2015. Auch der in den vergangenen Jahre sehr erfolgreiche Deutsche David Storl war hier mit im Rennen. Er war der Weltmeister von 2011 / 2013 und Europameister von 2014 / 2016, hatte aber in jüngster Vergangenheit mit Verletzungsproblemen zu kämpfen und kam in diesem Londoner Finale als Zehnter nicht zurecht.
Wie fast erwartet war das Niveau von Beginn an sehr hoch. Vier Athleten übertrafen gleich im ersten Durchgang die 21-Meter-Marke. Titelverteidiger Kovacs führte mit 21,48 m. Zehn Zentimeter hinter ihm lag Walsh auf Platz zwei vor dem Tschechen Tomáš Staněk – 21,04 m – und dem Kroaten Stipe Žunić – 21,01 m. In Runde zwei brachte sich Crouser mit 21,09 m in den Kreis der 21-Meter-Stoßer in diesem Wettbewerb. Er war damit Fünfter, denn Staněk verbesserte sich auf 21,41 m – das war Rang vier, Žunić stieß 21,46 m, womit er auf Rang drei lag. Ganz vorne setzte sich Walsh mit 21,64 m an die Spitze. Kovacs gelangen in Runde drei 21,66 m, blieb damit jedoch Zweiter, denn Walsh erzielte nun 21,75 m.
Der erste Durchgang der besten Acht brachte keine positionellen Veränderungen, aber Walsh gelang mit 21,70 m wieder ein sehr weiter Stoß. In Runde fünf verdrängte der Pole Michał Haratyk den Olympiasieger von Platz fünf. Haratyk hatte 21,41 m gestoßen – genauso weit wie Staněk, der aber aufgrund des besseren zweitbesten Versuchs Vierter blieb. Den beiden fehlten nur fünf Zentimeter auf Bronze, 25 Zentimeter auf Silber und 34 Zentimeter auf Gold. Im letzten Durchgang stieß mit dem US-Amerikaner Ryan Whiting ein siebter Athlet in den Kreis der 21-Meter-Stoßer vor. Mit 21,09 m war er im Endklassement Siebter. Ansonsten gab es keine Änderungen der Reihenfolge mehr. Der neue Weltmeister Tomas Walsh aber krönte seinen Auftritt noch mit einem Stoß auf 22,03 m. Zweiter wurde Titelverteidiger Joe Kovacs, Bronze ging an Stipe Žunić. Die weitengleichen Tomáš Staněk und Michał Haratyk belegten die Ränge vier und fünf vor Olympiasieger Ryan Crouser und Ryan Whiting. Achter wurde der Pole Konrad Bukowiecki, der 20,89 m gestoßen hatte.
| Platz | Athlet            | Land        | 1. Versuch | 2. Versuch | 3. Versuch | 4. Versuch                               | 5. Versuch                               | 6. Versuch                               | Weite (m) |
| ----- | ----------------- | ----------- | ---------- | ---------- | ---------- | ---------------------------------------- | ---------------------------------------- | ---------------------------------------- | --------- |
|       | Tomas Walsh       | Neuseeland  | 21,38      | 21,64      | 21,75      | 21,70                                    | 21,63                                    | 22,03                                    | 22,03     |
|       | Joe Kovacs        | USA         | 21,48      | 20,88      | 21,66      | x                                        | 21,17                                    | x                                        | 21,66     |
|       | Stipe Žunić       | Kroatien    | 21,01      | 21,46      | 21,04      | 21,08                                    | x                                        | x                                        | 21,46     |
| 4     | Tomáš Staněk      | Tschechien  | 21,04      | 21,41      | x          | x                                        | x                                        | 20,99                                    | 21,41     |
| 5     | Michał Haratyk    | Polen       | 20,49      | 20,52      | 21,00      | 20,83                                    | 21,41                                    | 20,98                                    | 21,41     |
| 6     | Ryan Crouser      | USA         | 21,07      | 21,09      | x          | x                                        | 21,20                                    | 21,14                                    | 21,20     |
| 7     | Ryan Whiting      | USA         | 20,82      | x          | 20,66      | x                                        | x                                        | 21,09                                    | 21,09     |
| 8     | Konrad Bukowiecki | Polen       | x          | 20,65      | 20,89      | x                                        | x                                        | x                                        | 20,89     |
| 9     | Jacko Gill        | Neuseeland  | 20,36      | 19,82      | 20,82      | nicht im Finale der besten acht Athleten | nicht im Finale der besten acht Athleten | nicht im Finale der besten acht Athleten | 20,82     |
| 10    | David Storl       | Deutschland | x          | x          | 20,80      | nicht im Finale der besten acht Athleten | nicht im Finale der besten acht Athleten | nicht im Finale der besten acht Athleten | 20,80     |
| 11    | Darrell Hill      | USA         | 20,79      | 20,56      | x          | nicht im Finale der besten acht Athleten | nicht im Finale der besten acht Athleten | nicht im Finale der besten acht Athleten | 20,79     |
| 12    | Andrei Gag        | Rumänien    | 19,96      | x          | x          | nicht im Finale der besten acht Athleten | nicht im Finale der besten acht Athleten | nicht im Finale der besten acht Athleten | 19,96     |

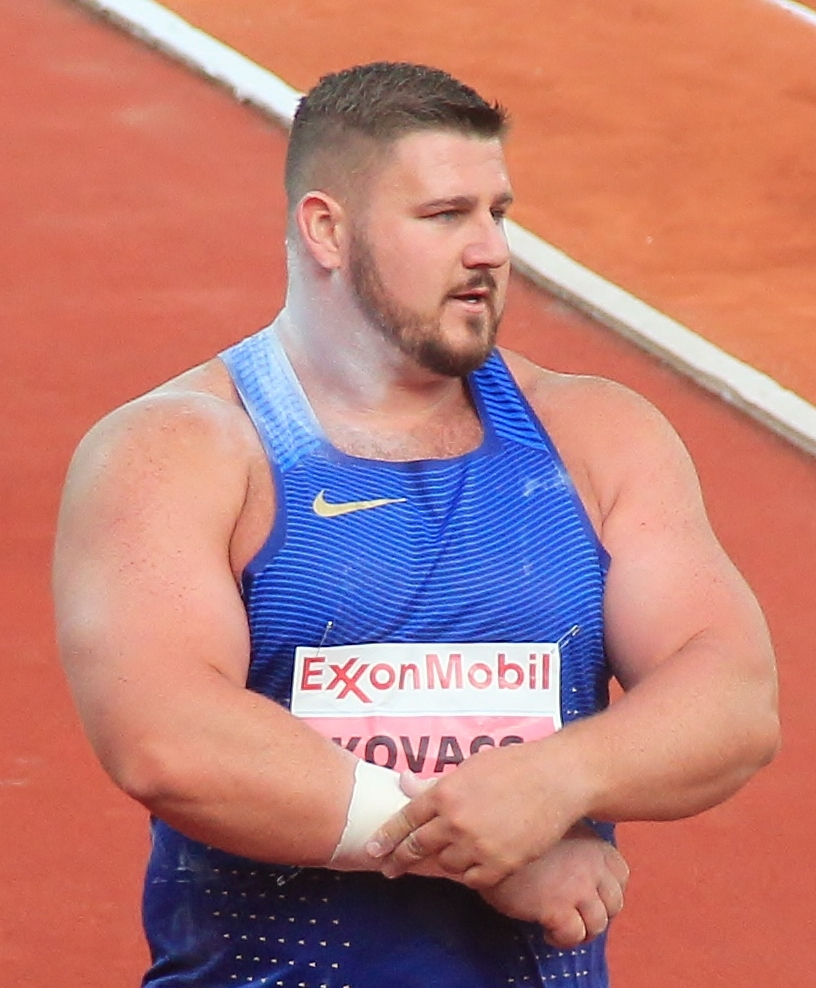
Vizeweltmeister Joe Kovacs
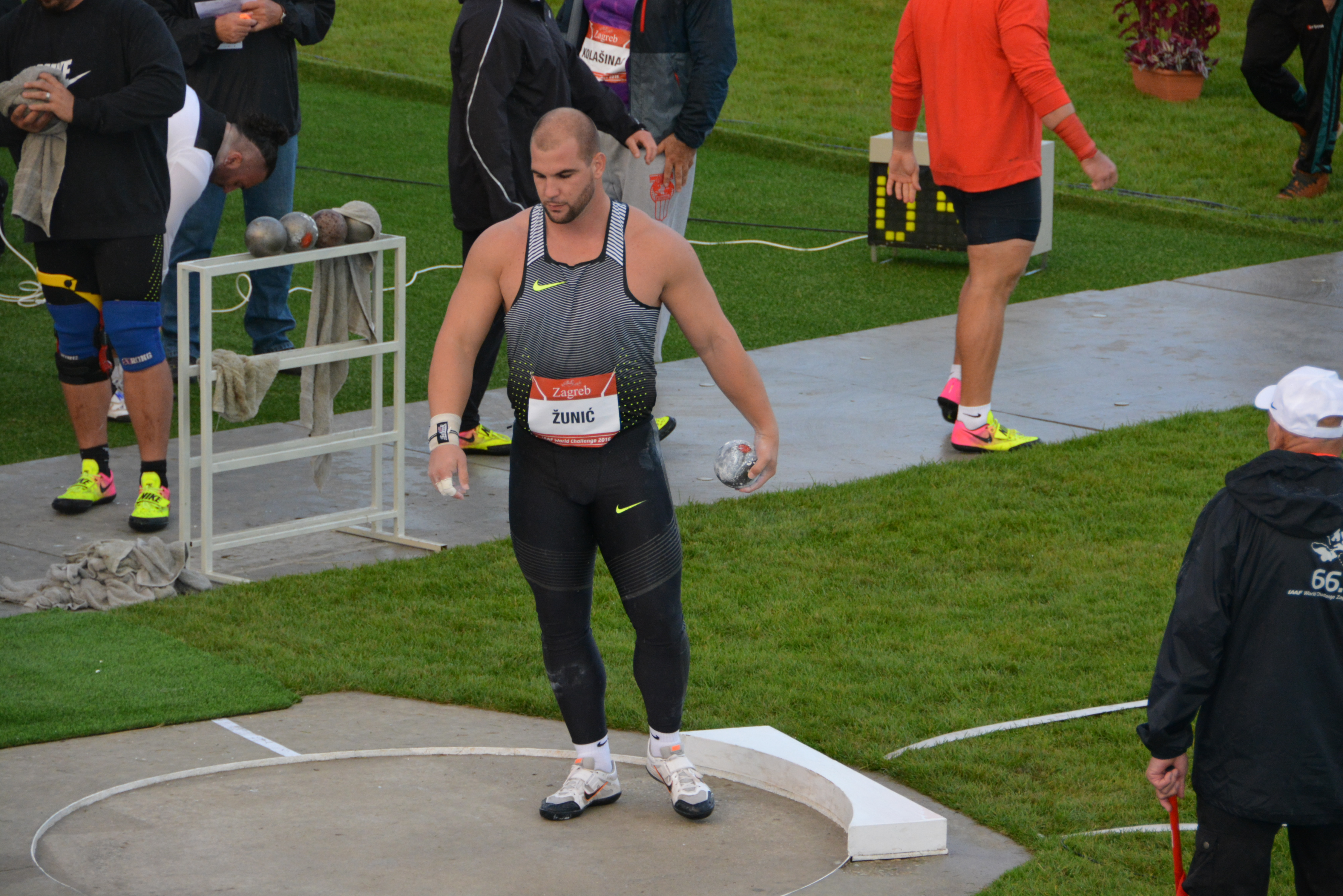
Bronzemedaillengewinner Stipe Žunić
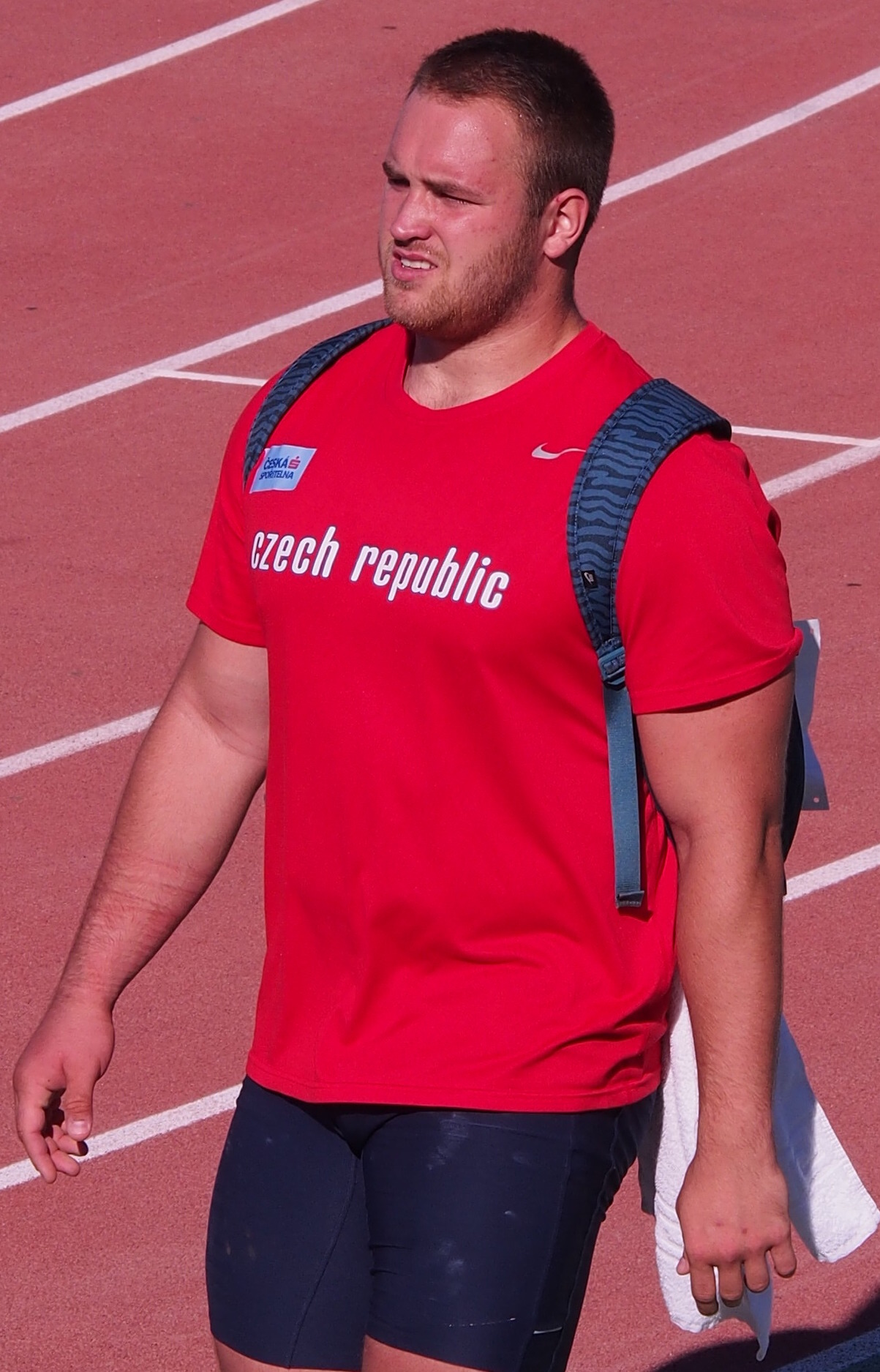
Tomáš Staněk belegte im Finale Rang vier
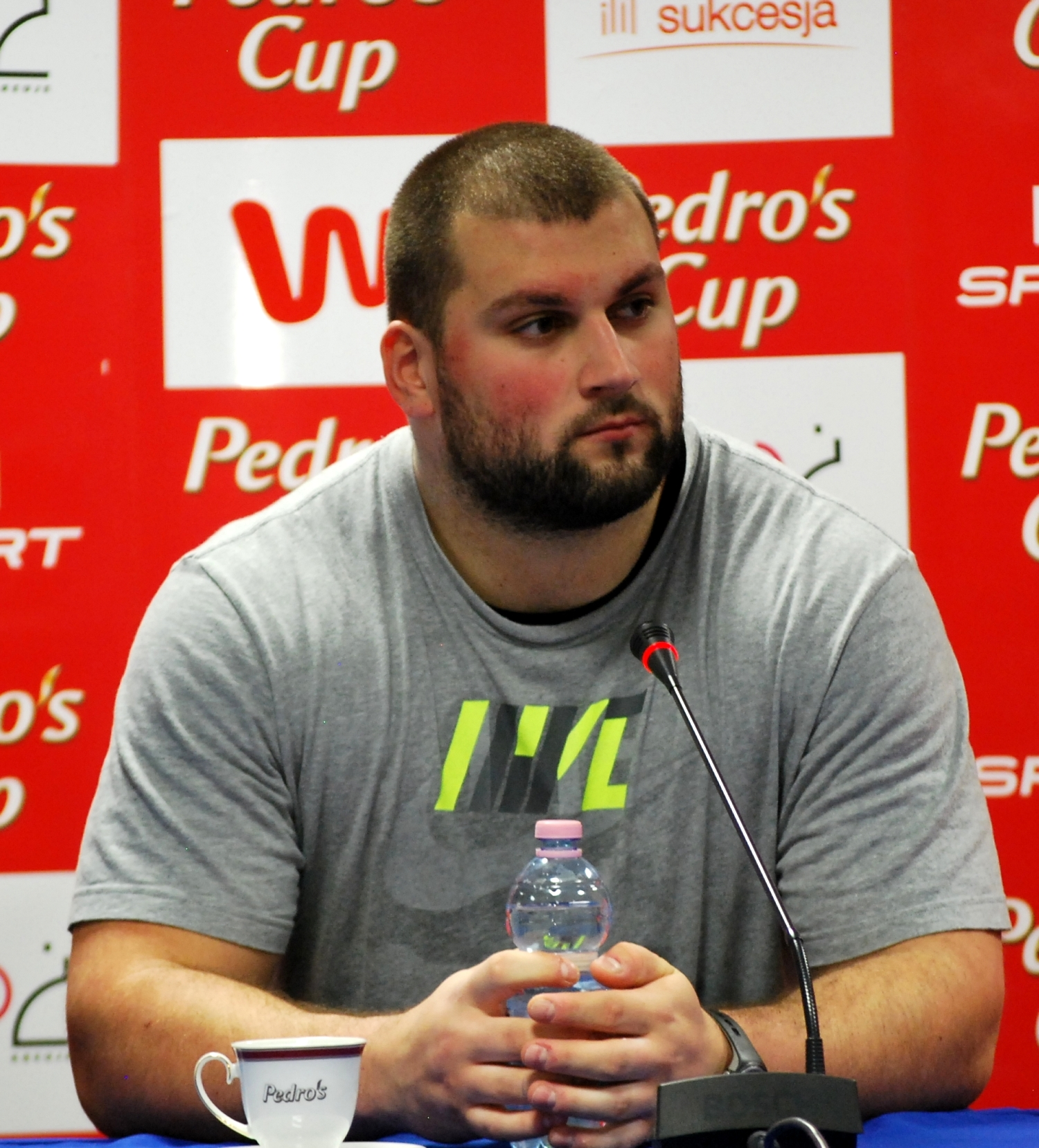
Michał Haratyk kam auf den fünften Platz
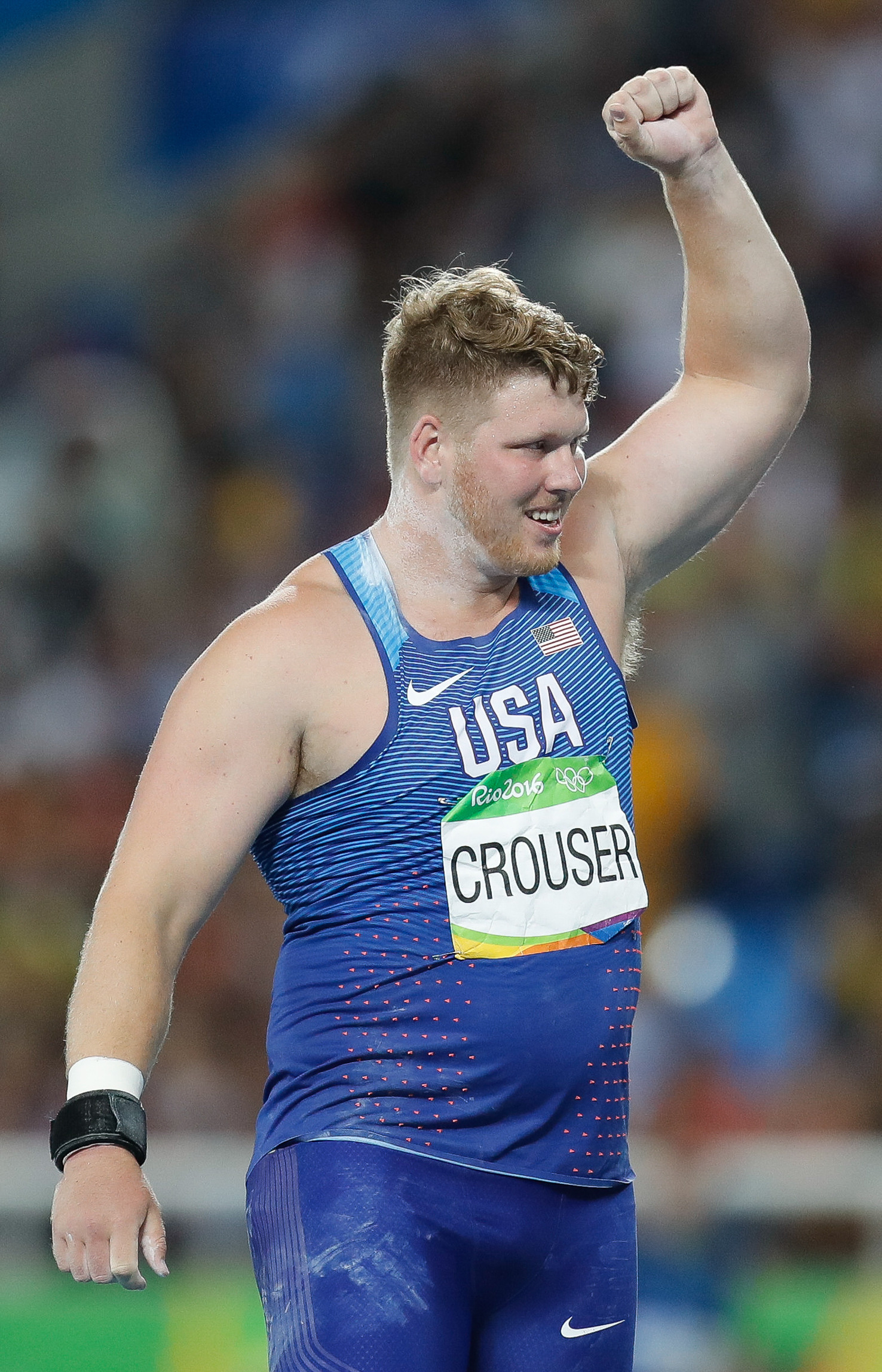
Rang sechs für Ryan Crouser
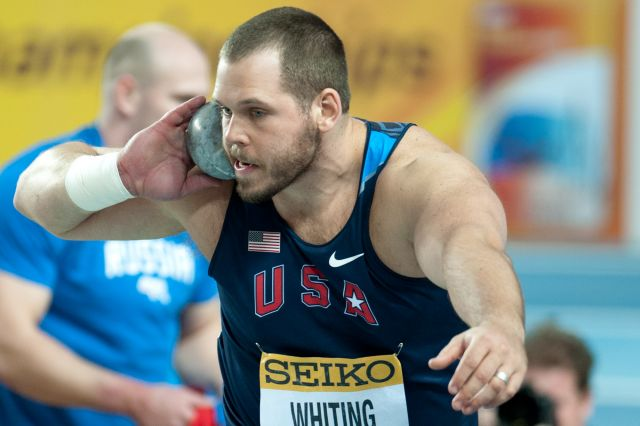
Ryan Whiting, der dritte US-Amerikaner in diesem Finale, erreichte den siebten Platz
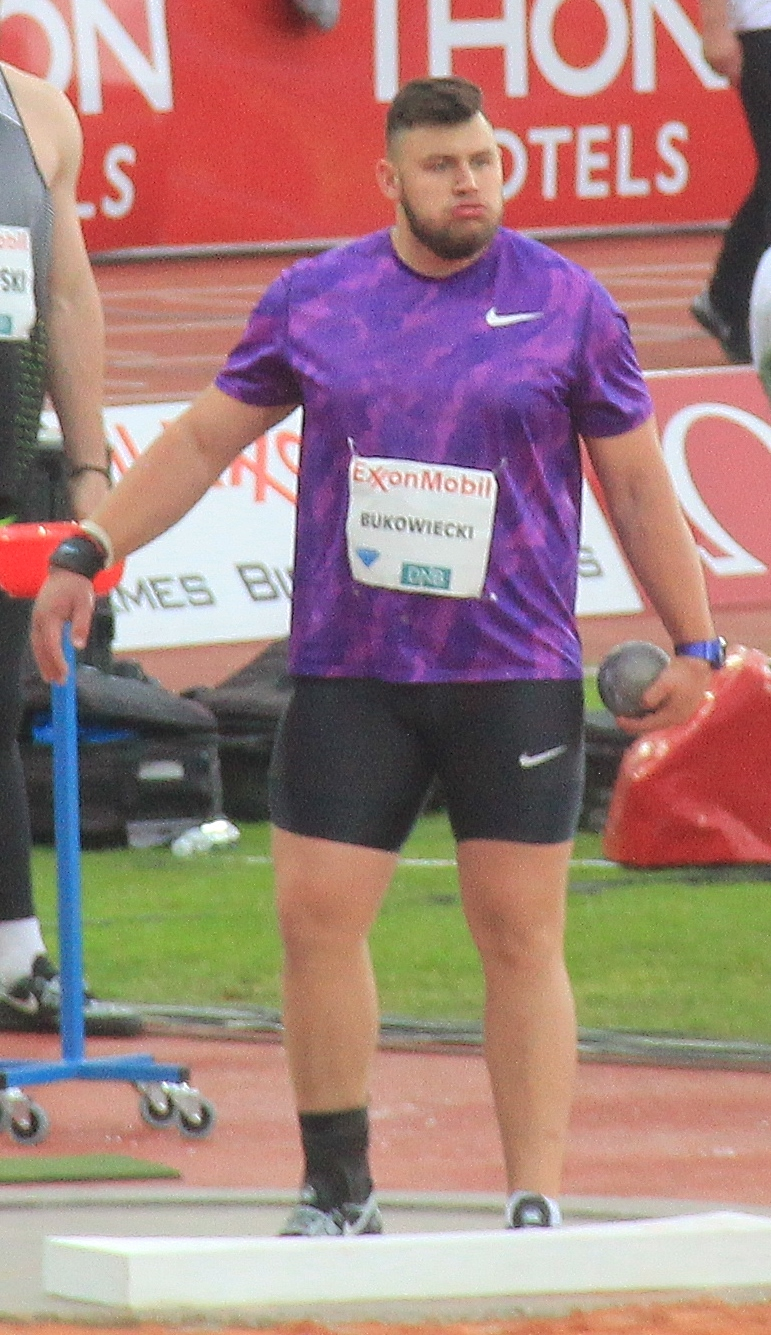
Konrad Bukowiecki wurde Achter
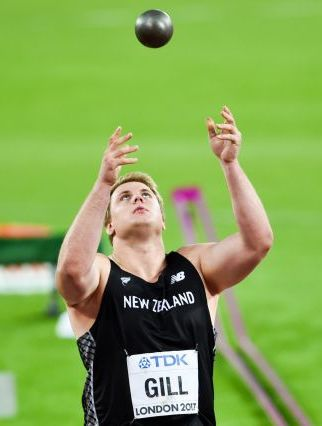
Jacko Gill belegte Rang neun
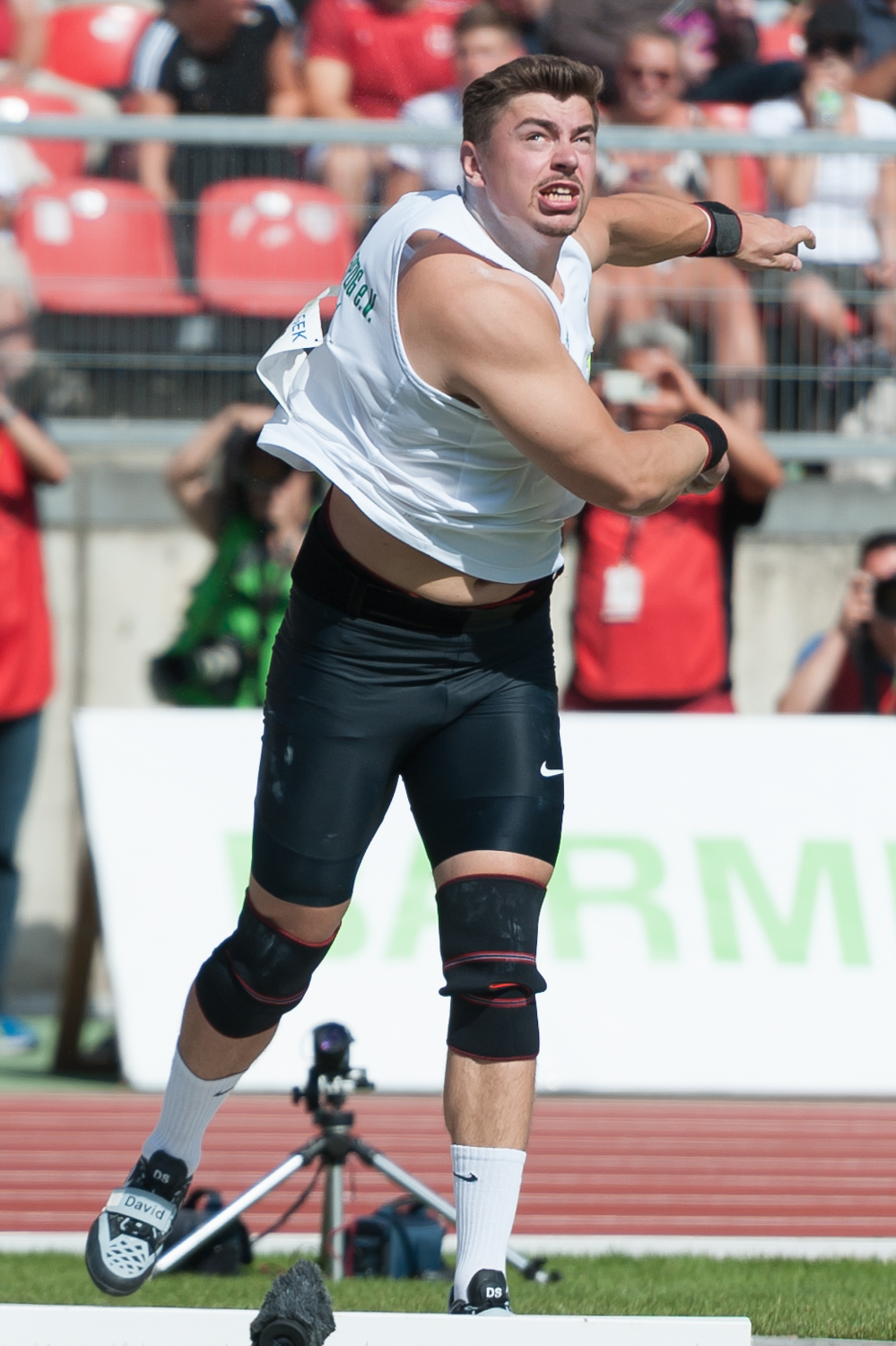
Der deutsche Weltmeister von 2011 und 2013 David Storl musste sich hier mit Platz zehn begnügen
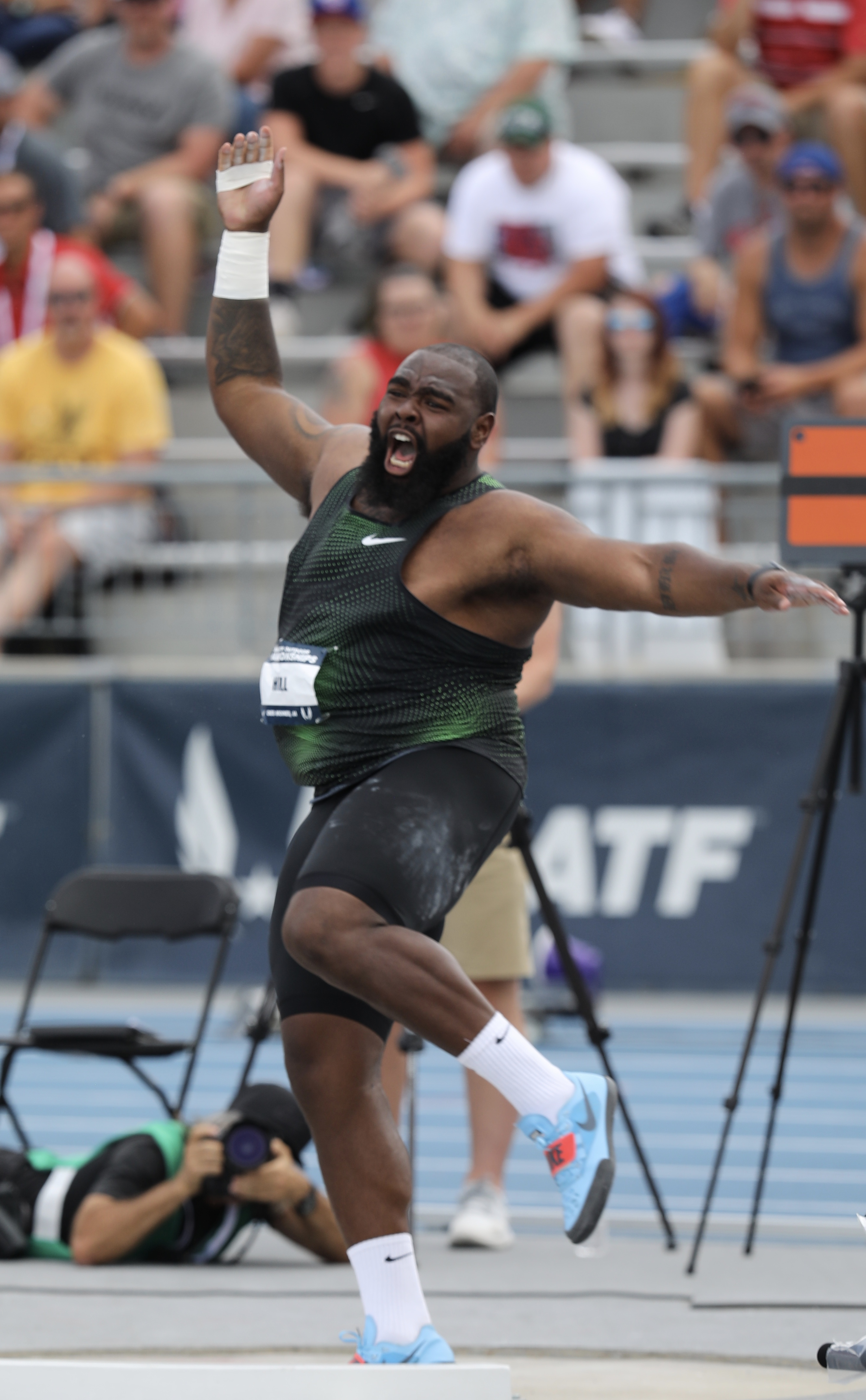
Darrel Hill kam als vierter US-Amerikaner im Finale auf Rang elf
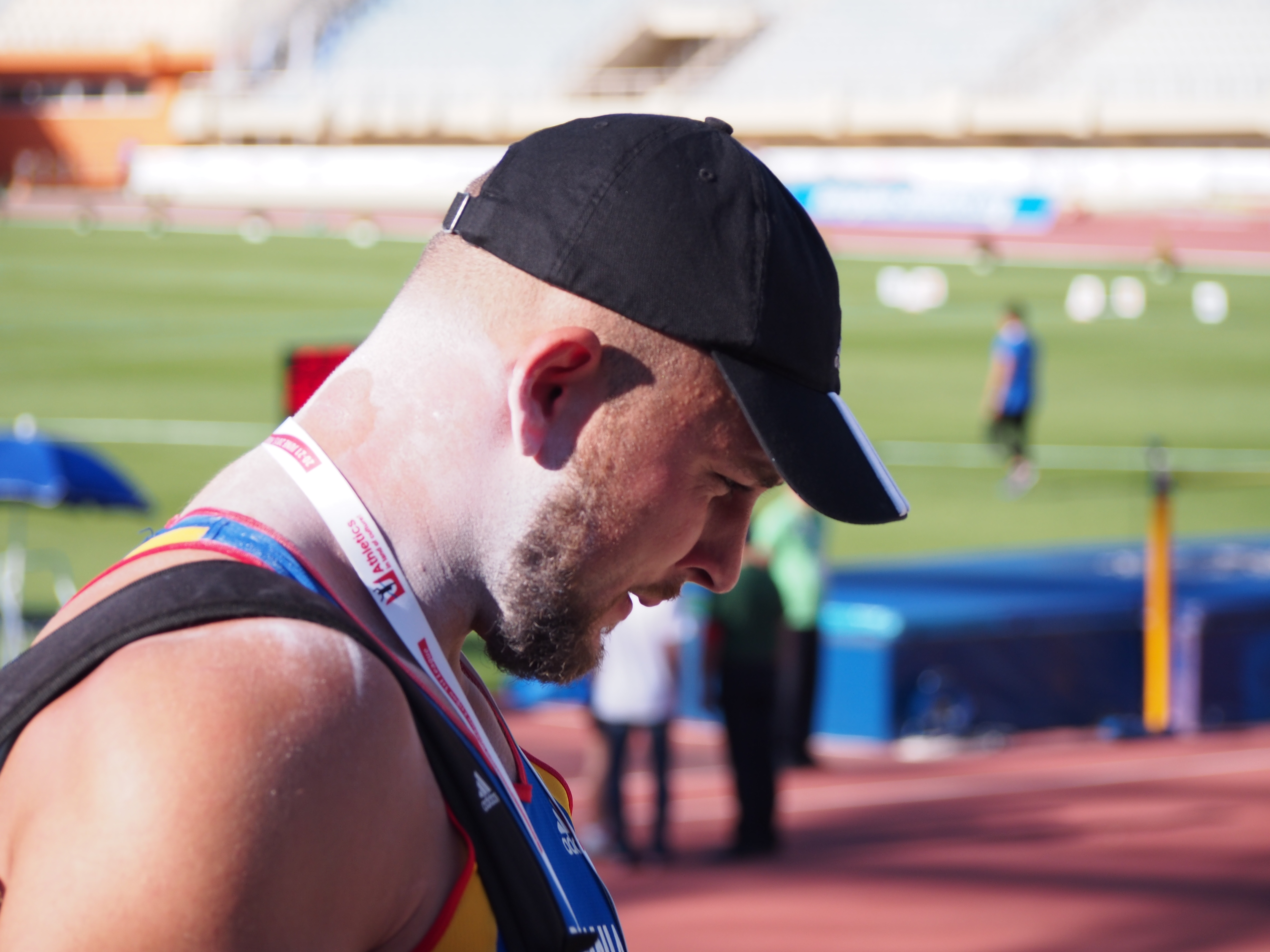
Andrei Gag erreichte das Finale und wurde dort Zwölfter

## Video
- Shot put / World Championships 2017 / Final Round, youtube.com, abgerufen am 2. Dezember 2018